# Macieira da Maia
Macieira da Maia é uma localidade portuguesa sede da Freguesia de Macieira da Maia do Município de Vila do Conde, freguesia com 5,93 km² de área e 2491 habitantes (censo de 2021), e, por isso, uma densidade populacional de 420,1 hab./km².
Nota: No censo de 1864 figura como Macieira.

## Demografia
A população registada nos censos foi:
| Distribuição da População por Grupos Etários | Distribuição da População por Grupos Etários | Distribuição da População por Grupos Etários | Distribuição da População por Grupos Etários | Distribuição da População por Grupos Etários |
| -------------------------------------------- | -------------------------------------------- | -------------------------------------------- | -------------------------------------------- | -------------------------------------------- |
| Ano                                          | 0-14 Anos                                    | 15-24 Anos                                   | 25-64 Anos                                   | > 65 Anos                                    |
| 2001                                         | 339                                          | 273                                          | 1064                                         | 222                                          |
| 2011                                         | 461                                          | 258                                          | 1339                                         | 263                                          |
| 2021                                         | 410                                          | 270                                          | 1400                                         | 411                                          |

## História
Pertenceu ao concelho da Maia e passou a integrar o concelho (atual município) de Vila do Conde desde a divisão administrativa de 1836.

## Património
- Ponte D. Zameiro
- Ponte d'Ave
- Azenhas
- Mamoa de Sabariz (quase desconhecida, encontra-se dentro de uma grande propriedade e foi assinalada por Carlos Alberto Brochado de Almeida cerca de 5000 a 3000 a.C.)

## Localização
Macieira da Maia, está localizada acerca de 6 Km de Vila do Conde. As freguesias mais próximas, são:
- Árvore (Vila do Conde)
- Fornelo
- Fajozes
- Vairão

## Acessibilidades
Para chegar a Macieira da Maia, a melhor alternativa é a Estrada Nacional 104. Embora, também seja possível chegar a Macieira através das carreiras regulares da Caetano Cascão e Linhares e da Arriva.

## Coletividades
Nesta freguesia tem sede a Associação Escola de Futebol da Macieira da Maia, fundada em 2007.